# Миссоки
Миссо́ки (англ. Missaukee County) — округ в штате Мичиган, США. Официально образован в 1871 году. По состоянию на 2010 год, численность населения составляла 14 849 человек.

## География
По данным Бюро переписи США, общая площадь округа равняется 1486,661 км², из которых 1463,351 км² суша и 23,569 км² или 1,6 % это водоёмы.

## Население
По данным переписи населения 2000 года в округе проживает 14 478 жителей в составе 5 450 домашних хозяйств и 4 043 семей. Плотность населения составляет 10,00 человек на км2. На территории округа насчитывается 8 621 жилых строений, при плотности застройки около 6,00-ти строений на км2. Расовый состав населения: белые — 97,50 %, афроамериканцы — 0,20 %, коренные американцы (индейцы) — 0,50 %, азиаты — 0,24 %, гавайцы — 0,00 %, представители других рас — 0,37 %, представители двух или более рас — 1,19 %. Испаноязычные составляли 1,17 % населения независимо от расы.
В составе 34,00 % из общего числа домашних хозяйств проживают дети в возрасте до 18 лет, 62,80 % домашних хозяйств представляют собой супружеские пары проживающие вместе, 7,40 % домашних хозяйств представляют собой одиноких женщин без супруга, 25,80 % домашних хозяйств не имеют отношения к семьям, 21,50 % домашних хозяйств состоят из одного человека, 9,50 % домашних хозяйств состоят из престарелых (65 лет и старше), проживающих в одиночестве. Средний размер домашнего хозяйства составляет 2,62 человека, и средний размер семьи 3,03 человека.
Возрастной состав округа: 27,10 % моложе 18 лет, 7,50 % от 18 до 24, 27,20 % от 25 до 44, 23,40 % от 45 до 64 и 23,40 % от 65 и старше. Средний возраст жителя округа 38 лет. На каждые 100 женщин приходится 99,50 мужчин. На каждые 100 женщин старше 18 лет приходится 98,00 мужчин.
Средний доход на домохозяйство в округе составлял 35 224 USD, на семью — 39 057 USD. Среднестатистический заработок мужчины был 30 565 USD против 20 905 USD для женщины. Доход на душу населения составлял 16 072 USD. Около 8,20 % семей и 10,70 % общего населения находились ниже черты бедности, в том числе — 13,20 % молодежи (тех, кому ещё не исполнилось 18 лет) и 10,40 % тех, кому было уже больше 65 лет.